# دوست من ایرما (فیلم)
«دوست من ایرما» (انگلیسی: My Friend Irma) یک فیلم به کارگردانی جورج مارشال است که در سال ۱۹۴۹ منتشر شد.

## بازیگران
- جان لوند در نقش «اَل»
- ماری ویلسون در نقش «ایرما پیترسون»
- دیانا لین در نقش «جین استیسی»
- دین مارتین در نقش «استیو»
- جری لوئیس در نقش «سیمور»
- فرانسیس پیرلو
- پرسی هلتون
- هانس کانرید
- هاوارد ام. میچل
- دان دی‌فور
- چارلز کولمن